# 下三輪玉田谷戸横穴墓群
下三輪玉田谷戸横穴墓群（しもみわ ぎょくだやと よこあなぼぐん）、または玉田谷戸横穴墓群（ぎょくだやとよこあなぼぐん）は、東京都町田市三輪町に所在する古墳時代後期から終末期（飛鳥時代）にかけての横穴墓群。東京都指定史跡に指定されている。

## 概要
神奈川県川崎市麻生区麻生（上麻生・下麻生）地域から東京都町田市三輪町・能ヶ谷地域を含む一帯は、多摩丘陵を鶴見川上流域の小支谷が枝状に開析することで複雑な谷戸地形を形成しており、これらの丘陵から谷戸にくだる岩盤の斜面に、数多くの横穴墓群が造営された地域として知られる。下三輪玉田谷戸横穴墓群の周辺には、三輪白坂横穴墓群や西谷戸横穴墓群が所在し、さらに丘陵を隔てて東に隣接する神奈川県横浜市青葉区寺家町には寺家古墳群に付属する横穴墓が存在する。
下三輪玉田谷戸横穴墓群は1927年（昭和2年）に発見された。これまでに4基の横穴墓が確認されており、6世紀末から7世紀にかけて造営されたと推定されている。
この内、1号墓と3号墓は、玄室の天井部を三角形に削り出し、浮き彫りで切妻造の家屋屋根を模したとみられる「家形玄室」を持ち、全国的にも希少な事例とされる。このような家形玄室をもつ横穴墓の事例は、周辺地域では神奈川県横浜市青葉区の荏子田横穴（横浜市指定史跡）が知られる。
2008年（平成20年）3月26日に東京都指定史跡に指定され、フェンスで囲い保護されているが、見学用の歩道等は整備されていない。